# السكك الحديدية الروسية

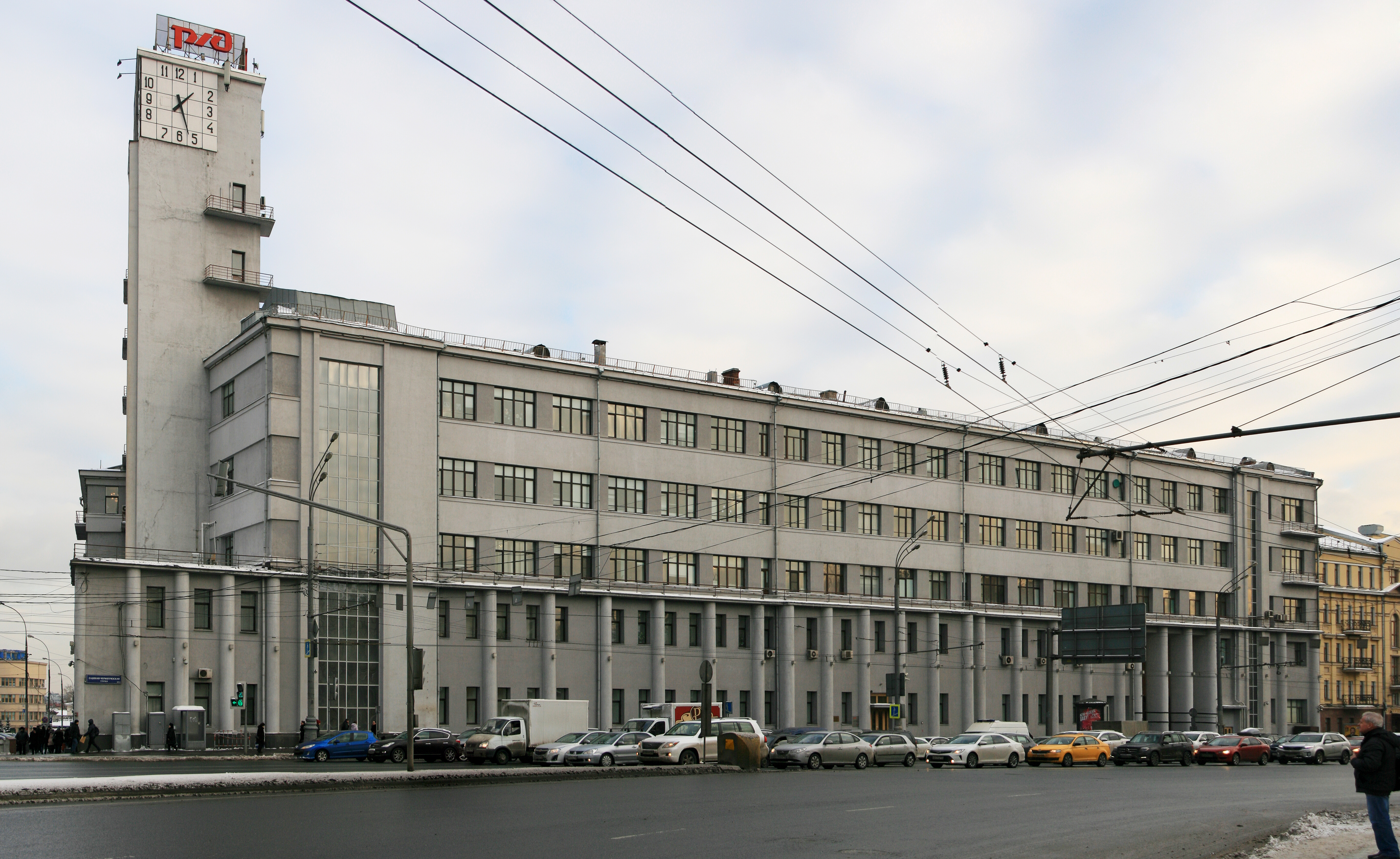

السكك الحديدية الروسية (بالروسية: ОАО Российские железные дороги ) ، هي شركة سكة حديد روسية مملوكة بالكامل للدولة الروسية وتشغيل قطار ركاب وبنية تحتية عمودية خدمات.تأسست الشركة في 18 سبتمبر 2003 ، عندما صدر مرسوم بفصل السكك الحديدية عن وزارة السكك الحديدية في الاتحاد الروسي (رو) (تم حلها عام 2004).  يقع مقرها في موسكو في شارع نوفيا باسمانيا. ، 2. الوحدات التشغيلية للجزء المركزي من الموظفين في شارع كالانشيفسكيا ، 35.  يتم التحكم في السكك الحديدية في شبه جزيرة القرم بواسطة شركة سكة حديد القرم ، وهي شركة منفصلة عنها .